# Melochia lanceolata
Melochia lanceolata är en malvaväxtart som beskrevs av George Bentham. Melochia lanceolata ingår i släktet Melochia och familjen malvaväxter. Inga underarter finns listade i Catalogue of Life.